# هيلو 2
 هيلو 2 (بالإنجليزية:Halo 2)  هي لعبة من نوع تصويب منظور الشخص الأول. صدرت في عام 2004 وهي متوفرة لـ ويندوز، إكس بوكس، وهي من تطوير بنجي (مطور أساسي) وهيرد غن وباي ستوديوز وسيرتن أفينتي ونشر شركة مايكروسوفت جيم ستوديوز.

## القصة
تبدأ القصة بلعبك على المركبة كما انتهيت في الجزء الأول ستقاتل طريقك بين الأعداء، في المراحل المتقدمة ستكتشف انه تم إرسال فريق من الفضائيين الخارقين باسم الاليت elites مهمتهم هي تدمير كوكب الأرض وقتلك مع جنودك مهمتهم انتحارية فسيموتون أثناء تنفيذها، لكن قائدهم لم يرض بهذه المهمة فهي غير منصفة لجنوده فقرر أن يحتال على الفضائيين ويهرب للأرض ، وبهذا أتت شخصية الاليتز والاربتر قائدهم
و الآن لديك جنود فضائيين خارقين سيساعدونك في أغلب مهامك ويسهلون عليك القصة واللعب.

## روابط خارجية
- هيلو 2 على موقع IMDb (الإنجليزية)